# Brezoi
Brezoi este un oraș în județul Vâlcea, Oltenia, România, format din localitatea componentă Brezoi (reședința), și din satele Călinești, Corbu, Drăgănești, Golotreni, Păscoaia, Proieni, Valea lui Stan și Văratica. Se află în nordul județului, la confluența râului Lotru cu râul Olt, în cea mai mare depresiune intracarpatică, cunoscută sub numele de Țara Loviștei. Orașul este înconjurat de păduri de conifere.
Orașul se află la 35 km nord de Râmnicu Vâlcea și la 66 km sud de Sibiu. Accesul la oraș se poate face prin ramificația DN7A (Brezoi–Voineasa–Petroșani) a drumului național 7 (Drumul european E81) sau pe calea ferată, stația aferentă purtând numele de Lotru. 
În ultimii ani, la umbra Țurțudanului, orașul Brezoi s-a dezvoltat atât de mult încât a fost votat una dintre destinațiile anului 2022 din România. Un element care a ajutat la dezvoltarea orașului este chiar festivalul de blues, Summer Camp Brezoi, inițial intitulat Open Air Blues Festival. La momentul actual, ambele denumiri sunt utilizate. Open Air Blues Festival este cel mai mare festival de blues din țară, chiar cunoscuta artistă, nominalizată la Grammy, Beth Hart cântând în cadrul festivalului. 
Totodată, orașul Brezoi are singurul spital funcțional pe ruta Călimănești - Voineasa - Petroșani, fiind retrocedat în urmă cu câțiva ani. În 2011 orașul avea peste 6000 de locuitori, însă populația a scăzut de-a lungul timpului.

## Istorie
La origine este un sat de moșneni, care se ocupau cu creșterea vitelor, oilor, exploatarea și prelucrarea rudimentară a lemnului. La Valea lui Stan exista încă de pe vremea lui Mircea cel Bătrân o exploatare a aurului începută la Mănăstirea Cozia cu robi țigani. Aceștia au rămas să lucreze ca salariați și la ceilalți proprietari de-a lungul timpului, așezarea fiind și astăzi cunoscută ca o așezare de rromi.
Satul Proieni care aparține orașului Brezoi se remarcă din punct de vedere istoric prin faptul că aici, într-o veche biserică ortodoxă, Mihai Viteazul s-a căsătorit cu Doamna Stanca.
Localitatea s-a dezvoltat mult după 21 aprilie 1887, când Statul Român dă o lege favorabilă inițiativelor particulare. Atunci ia ființă Societatea forestieră „Lotru”, cu capital italian. Structura populației se schimbă prin apariția de muncitori străini, maghiari și germani. Acest lucru reiese și din faptul că la Școala privată a Societății „Carpatina[nefuncțională – arhivă]
”, înființată în anul 1904, se preda în limbile română, maghiară și germană. De asemenea, ca urmare a locuirii ungurilor și italienilor - specialiști ai fabricii de cherestea, aici a fost înființată o parohie romano-catolică.
Prima școală din Brezoi a fost înființată în anul 1838. Altă școală a fost înființată în 1864 la [Călinești, Vâlcea/Călinești]], în 1904 Școala primară Nr.1 Brezoi, iar în 1916 la Proieni. 
Liceul din Brezoi se înființează în 1954 cu curs seral, iar în 1960 și cu curs de zi.
Localitatea, datorită faptului ca se află într-o poziție centrală, a fost de-a lungul timpului reședință de plasă și de raion. Importanța acesteia în zonă a fost determinată și de apariția unei puternice industrii forestiere care a adus bunăstare locuitorilor așezării, indiferent de etnie sau religie. Și astăzi se mai vorbește despre diferite familii care au contribuit la această bunăstare și de multe ori ești surprins să auzi nume cu rezonanță italiană, maghiară sau germană. În anul 1934 a fost construită Biserica Sfântul Anton de Padova din Brezoi.
În 1946 au fost deportate de la Brezoi o serie de persoane de naționalitate germană în gulagurile Rusiei Sovietice, de multe ori tineri de 16-18 ani, doar pentru faptul că erau nemți. 
Și după naționalizarea Societății forestiere în 1948, principala industrie din Brezoi a rămas tot cea a prelucrării lemnului, cei mai mulți locuitori lucrând la „fabrică”.
La sfârșitul anilor 1960, începutul anilor 1970 și în continuare, odată cu apariția construcțiilor hidroenergetice de pe râul Lotru, viața localității a cunoscut un reviriment datorită oferirii de noi locuri de muncă pe o perioadă de peste 15 ani, realizându-se astfel importante amenajări urbane.

Monumentul Eroilor din primul război mondial din Brezoi, județul Vâlcea, ridicat în 1924, cod LMI VL-III-m-B-09992

Orașul Brezoi deține un monument ridicat în cinstea eroilor locali din Primul Război Mondial, monument care se află lângă Primărie și care simbolizează România Mare.

## Demografie
Componența etnică a orașului Brezoi
     Români (77,6%)
     Romi (9,9%)
     Alte etnii (0,23%)
     Necunoscută (12,27%)
Componența confesională a orașului Brezoi
     Ortodocși (82,81%)
     Penticostali (3,55%)
     Alte religii (0,84%)
     Necunoscută (12,8%)
Conform recensământului efectuat în 2021, populația orașului Brezoi se ridică la 5.696 de locuitori, în scădere față de recensământul anterior din 2011, când fuseseră înregistrați 6.022 de locuitori. Majoritatea locuitorilor sunt români (77,6%), cu o minoritate de romi (9,9%), iar pentru 12,27% nu se cunoaște apartenența etnică. Din punct de vedere confesional, majoritatea locuitorilor sunt ortodocși (82,81%), cu o minoritate de penticostali (3,55%), iar pentru 12,8% nu se cunoaște apartenența confesională.

### Evoluție istorică
Cel mai vechi document care consemnează numărul exact de locuitori al localității Brezoi este Catagrafia din 1838, în care apare un număr de 91 de familii, cu o populație totală de 308 locuitori.
La sfârșitul secolului al XIX-lea, în urma recensământului din anul 1899, populația din Brezoi ajunsese la 1206 de locuitori, ca urmare a fluxului mare de imigranți veniți din colțuri ale Europei, precum Italia, Austro-Ungaria, Cehia, dar și din Transilvania (care la acea dată făcea parte din Imperiul Habsburgic), pentru a munci la fabricile de prelucrare a lemnului.
În perioada 1899-1966 populația din Brezoi a crescut de 5,5 ori ca urmare a rolului important pe care așezarea începuse să-l capete.
Populația a continuat să crească până în 2001 cu unele fluctuații (chiar și după ce populația venită să lucreze la sistemul hidroenergetic Lotru s-a întors în zonele de domiciliu) ca urmare a atragerii unui număr mare de oameni în industria lemnului. După 2001 ea a scăzut ca urmare a emigrării populației locale în țări precum Italia, Spania, Germania sau Marea Britanie .
|  | Graficele sunt indisponibile din cauza unor probleme tehnice. Mai multe informații se găsesc la Phabricator și la wiki-ul MediaWiki. |

Date: Recensăminte sau birourile de statistică - grafică realizată de Wikipedia

## Politică și administrație
Orașul Brezoi este administrat de un primar și un consiliu local compus din 15 consilieri. Primarul, Robert-Adrian Schell[*], de la Partidul Național Liberal, este în funcție din 2008. Începând cu alegerile locale din 2024, consiliul local are următoarea componență pe partide politice:
|  | Partid                          | Consilieri | Componența Consiliului | Componența Consiliului | Componența Consiliului | Componența Consiliului | Componența Consiliului | Componența Consiliului | Componența Consiliului | Componența Consiliului | Componența Consiliului |
|  | ------------------------------- | ---------- | ---------------------- | ---------------------- | ---------------------- | ---------------------- | ---------------------- | ---------------------- | ---------------------- | ---------------------- | ---------------------- |
|  | Partidul Național Liberal       | 9          |                        |                        |                        |                        |                        |                        |                        |                        |                        |
|  | Partidul Social Democrat        | 5          |                        |                        |                        |                        |                        |                        |                        |                        |                        |
|  | Alianța pentru Unirea Românilor | 1          |                        |                        |                        |                        |                        |                        |                        |                        |                        |

## Personalități născute aici
- Medi Dinu (1908 - 2016), pictoriță;
- Angela Tomaselli (n. 1943), artist plastic;
- Maria Alboiu (n. 1963), jucătoare de tenis de masă;
- Nela Stoinea (n. 1963), jucătoare de tenis de masă;
- Mihai Țurcan (n. 1941), jucator de fotbal;

## Vezi și
- Biserica de lemn din Brezoi
- Biserica Cuvioasa Paraschiva din Călinești
- Biserica Toți Sfinții din Proieni
- Frumoasa (sit de importanță comunitară inclus în rețeaua ecologică europeană Natura 2000 în România).
- Biserica Sfântul Anton de Padova din Brezoi
- Liceul „Gheorghe Surdu” din Brezoi
- Frumoasa (arie de protecție specială avifaunistică)
- Cozia (sit de importanță comunitară)